# Babki (Grande-Pologne)
Pour les articles homonymes, voir Babki.
Babki (prononciation : [ˈbapki], en allemand : Altenau) est un village polonais de la gmina de Mosina dans le powiat de Poznań de la voïvodie de Grande-Pologne dans le centre-ouest de la Pologne.
Il se situe à environ 10 kilomètres au nord-est de Mosina (siège de la gmina) et à 10 kilomètres au sud-est de Poznań (siège du powiat et capitale régionale).

## Histoire
De 1975 à 1998, le village faisait partie du territoire de la voïvodie de Poznań. Depuis 1999, Babki est situé dans la voïvodie de Grande-Pologne.
Le village possède une population de 432 habitants en 2014.